# بيبي (اسم)
بِيبي (بكسر الباء الأولى والثانية) هو اسم علم للإناث شائع في الكويت وفي العراق، معنى بِيبي «سيدة» و«سيدة محترمة مُسنة» في اللغة التركية والهندية، قال ابن بطوطة في رحلته «وهو من عمارة الصالحة بيبي مريم، ومعنى بيبي عندهم الحُرة»، يُستعمل لفظ «بيبي» في العراق لنداء الجدة والدة الأم أو والدة الأب، وفي غير النداء يقال لها بيبيّة، ومعنى البيبية عندهم أيضاً «امرأة طاعنة في السن» ويُسمي العراقيون الببغاء «بيبي مَتّو»، قال أنستاس الكرملي إن أصلها «بيبي ماه تو» ومعناها «سيدتي أنتي قمر»، ويُستعمل لفظ «بيبي» في عدة لغات غير العربية وبمعاني مختلفة.

## شخصيات بارزة بهذا الاسم

### اسماً أولاً
- بيبي السالم الصباح
- ضريح بيبي دتشتران
- بيبي عائشة، مدنية أفغانية
- بيبي أمتوس سلام (توفي عام 1985)، أخصائي اجتماعي هندي وتلميذ المهاتما غاندي
- بيبي عائشة، القائد العسكري الأفغاني
- بيبي ميدوا (مواليد 1993)، مدافع كرة قدم كاميروني
- بيبي راسل (مواليد 1950)، مصمم أزياء بنجلاديش ورجل أعمال وعارضة أزياء سابقة
- بيبيانا فرنانديز (مواليد 1954)، ممثلة ومغنية وعارضة أزياء إسبانية

### لقباً واسماً فنياً
- بيبي اندرسون (1935-2019) ممثلة سويدية
- بيبي (فنان) (مواليد 1964)، الفنان التشكيلي الفرنسي فابريس كاهورو
- بيبي باسكن (مواليد 1952)، مذيع تلفزيوني وإذاعي إيرلندي سابق
- بيبي بيش (1940-1996)، ممثلة نمساوية أمريكية
- بيبي بوريلي (مواليد 1994)، مغني وكاتب أغاني ألماني
- بيبي (لاعب كرة الصالات)، لاعب كرة الصالات البرتغالي إيمانويل لويس ماركيز والتر دي ماجالهايس (مواليد 1980)
- بيبي أوسترفالد (1918-2002)، ممثلة أمريكية
- بيبي (مغني) (مواليد 1998)، مغني كوري جنوبي
- بيبي تورياني (1911-1988)، لاعب هوكي سويسري ولوغر
- بيبي تشو (مواليد 1985)، مغني صيني
- بنيامين نتنياهو (مواليد 1949)، رئيس الوزراء التاسع لإسرائيل من 1996-1999 و2009-2021
- بيانكا أندريسكو (مواليد 2000)، لاعب تنس محترف كندي
- ستيفانو باتيستيلي (مواليد 1970)، سباح إيطالي سابق

### اسم عائلة
- عائشة بيبي، امرأة نبيلة من القرن الثاني عشر، سمي على اسمها نصب تذكاري وقرية في كازاخستان الحديثة
- أرييه بيبي (مواليد 1943)، سياسي إسرائيلي
- آسيا بيبي (مواليد 1971)، باكستانية مسيحية آسية نورين تم تبرئتها من التجديف
- بشرى بيبي زوجة عمران خان والسيدة الأولى لباكستان
- شاند بيبي (1550-1599 م)، المعروف أيضًا باسم تشاند خاتون أو تشاند سلطانة، محاربة مسلمة هندية.
- جوناثان بيبي (مواليد 1984)، لاعب كرة قدم سيشل
- مردخاي بيبي (مواليد 1922)، سياسي إسرائيلي سابق
- مختاران بيبي (مواليد 1972، المعروف الآن باسم مختار معي)، ناج من اغتصاب جماعي في باكستان
- نورجاهان كاكون بيبي، مقاتلة من أجل الحرية في بنغلاديش
- باري بيبي، امرأة نبيلة من القرن السابع عشر دفنت في قلعة لالباغ، دكا، بنغلاديش
- تارامون بيبي، مناضلة من أجل الحرية في بنغلاديش
- تاج بيبي، زوجة الإمبراطور المغولي جهانجير ووالدة شاه جهان
- يغئال بيبي (مواليد 1942)، سياسي إسرائيلي سابق

## شخصيات خيالية
- Bibi Z99944X، إحدى الشخصيات الرئيسية في المسلسل التلفزيوني الكندي Bibi et Geneviève
- شخصية Bibi Blocksberg، مسلسل إذاعي ألماني للأطفال
- بيبي داهل، شخصية من فيلم جيمس بوند من أجل عينيك فقط أدّى الشخصيةَ لين هولي جونسون.

## آخرون
- ظهرت بيبي، وهي لبؤة وعضوة في مارش برايد، لسنوات عديدة في سلسلة بي بي سي يوميات القطة الكبيرة